# Hardrad
Hardrad (VIII secolo – dopo il 786) è stato un conte franco che tentò di usurpare il trono a Carlo Magno.
Fu il protagonista di una cospirazione dei nobili della Turingia contro Carlo Magno, che si concluse con il primo giuramento di fedeltà documentato dei sudditi a Carlo Magno, ed è visto come uno dei motivi che portarono l'imperatore alla dieta imperiale di Aquisgrana dell'802/803 riconoscere la Lex Thuringorum della Turingia.

## Biografia
Si conosce poco della vita del conte Hardrad. Come membro dell'aristocrazia della Franconia orientale, sembra che possedesse vaste proprietà e che aveva buoni contatti con il monastero di Fulda. Le ricerche storiche indicano i rapporti familiari nel Lobdengau con il conte Guarino (Warin), che era imparentato con l'abate Baugulfo, abate del monastero di Fulda. I portatori del nome Hardrad compaiono spesso nei Traditionsbüchern (libri della tradizione) dei monasteri Fulda, Lorsch e Weißenburg nell'VIII e nel IX secolo: appartengono a una famiglia aristocratica particolarmente ricca a Wormsgau, probabilmente anche in Turingia (intorno a Sömmerda, Kölleda, Haßleben), e successivamente anche nel Saalgau, imparentata con l'aristocrazia imperiale franca (Guideschi, Robertingi).
Ricerche recenti vedono la persona del cospiratore Hardrad come un membro di questo clan. Per questioni temporali, un Hardrad nominato tra il 773 e il 781 a Ilvesheim (vicino a Mannheim), è considerato il più probabile cospiratore. Un Hardrad, padre di un Ratard, citato nella cartulario dell'abbazia di Gorze in Lotaringia come già deceduto nel 771, avrebbe potuto essere il padre o il nonno del giovane Hardrad; forse è da identificare con altri due omonimi, uno dei quali compare nel 746 a Echternach e l'altro nel 721 a Prüm come figlio della nobile Bertrada e fratello del conte Cariberto di Laon, nonno materno di Carlo Magno.

## Rivolta contro Carlo Magno
Si dice che il motivo della rivolta sia stato il fidanzamento di una donna della Turingia che doveva sposarsi con un franco secondo la legge tribale della Turingia. Carlo Magno, tuttavia, chiese un matrimonio secondo la legge franca. Allora Hardrad cospirò con numerosi altri nobili della Turingia contro l'imperatore. Gli storici, tuttavia, considerano questa ricostruzione della congiura come un'esagerazione letteraria. Le radici della cospirazione furono piuttosto l'introduzione dell'ordine imperiale carolingio in Turingia, sebbene la ricostruzione come disputa sulla forma del matrimonio suggerisce che la causa immediata della rivolta dovette essere stata una causa relativamente banale.
Con l'adesione al complotto di Radolfo III, padre di Fastrada, quarta moglie di Carlo Magno, la rivolta ebbe anche sostenitori alla corte dell'imperatore. Sembra che lo scopo dei cospiratori fosse quello di catturare e uccidere Carlo Magno. Quest'ultimo reagì con relativa pazienza e incaricò un inviato nel 786 di convincere i Turingi a tornare all'ubbidienza, cosa che rifiutarono. Allora Carlo inviò truppe in Turingia per devastare i possedimenti dei ribelli e questi fuggirono nel monastero di Fulda. Il già citato abate Baugulfo li prese sotto la sua protezione, ma allo stesso tempo informò Carlo Magno che i Turingi erano sotto la sua protezione. Carlo quindi ordinò i ribelli a comparire alla sua corte.
Nel processo, Hardrad sostenne che non aveva prestato giuramento di fedeltà al re come giustificazione per il suo rifiuto di seguire i suoi ordini. Carlo Magno fece quindi trasportare alcuni dei ribelli in Italia per giurare fedeltà a lui e ai suoi discendenti. Questo è il primo giuramento documentato di fedeltà a Carlo Magno. L'invocazione della legge tribale da parte dei cospiratori fu uno dei motivi che portarono Carlo Magno a far trascrivere la Lex Thuringorum intorno all'802 e quindi per riconoscere almeno in parte la legge della Turingia.
Sulla via del ritorno, Carlo Magno accecò i ribelli e confiscò i loro beni. Non si sa nulla di Hardrad dopo gli eventi; probabilmente fu esiliato dall'impero. È provato solo un matrimonio tra una delle sue figlie e il nobile francone Meginhar. Il figlio di Meginhar, Reginhar, nipote di Hardrad, fu coinvolto come seguace del re italiano Bernardo nella sua rivolta contro Ludovico il Pio fu accecato come quest'ultimo il 15 aprile 818, e in seguito morì per le ferite riportate.